# Takijiro Onishi
Takijirō Ōnishi, em japonês 大西瀧治郎 (Ashida, 2 de junho de 1891 — Tóquio, 16 de agosto de 1945), foi um almirante japonês conhecido como o pai da ideologia kamikaze.

## Início da carreira

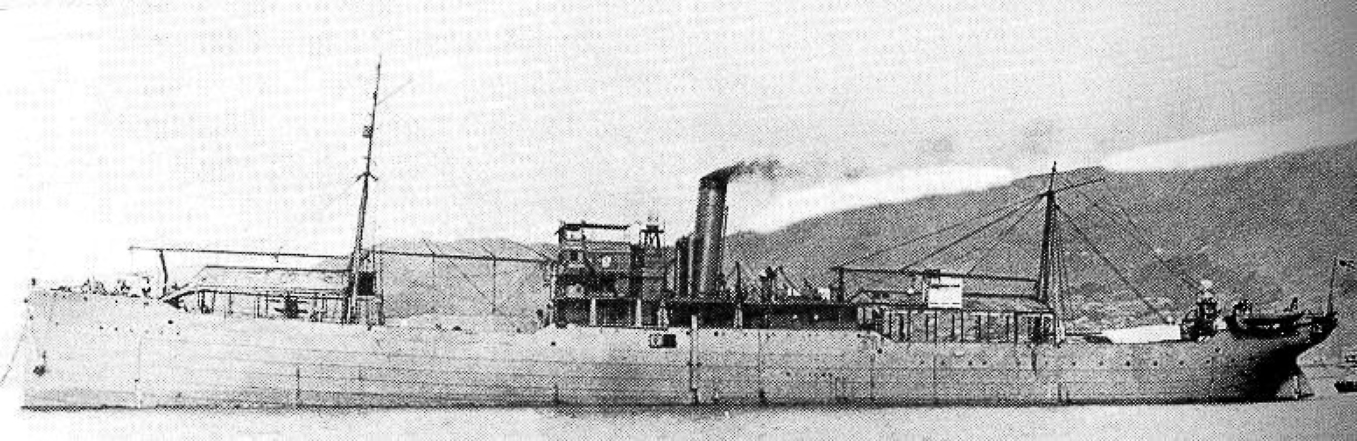
O navio-mãe japonês Wakamiya, de onde voaram os primeiros ataques aéreos baseados em navios do mundo contra posições alemãs em Tsingtau.

Ōnishi era um nativo da aldeia Ashida (parte da atual cidade de Tamba) na província de Hyōgo. Ele se formou na 40.ª classe da Academia Imperial da Marinha Japonesa, classificando-se em 20 de uma classe de 144 cadetes em 1912. Ele serviu seu mandato de marinheiro no cruzador Soya e no cruzador de batalha Tsukuba e depois que ele foi comissionado um alferes, ele foi designado para o encouraçado Kawachi.
Como subtenente, ele foi designado para o concurso de hidroaviões Wakamiya, e ajudou a desenvolver o Serviço Aéreo da Marinha Imperial Japonesa em seus estágios iniciais. Ele também foi enviado para a Inglaterra e França em 1918, para aprender mais sobre o desenvolvimento de aeronaves de combate e seu uso na Primeira Guerra Mundial. Após seu retorno, foi promovido a tenente, e designado para o Grupo Aéreo Naval de Yokosuka de 1918 a 1920. Ele continuou a servir em vários cargos relacionados à aviação naval até a década de 1920, e também foi instrutor de voo em Kasumigaura.
Após sua promoção a tenente-comandante, Ōnishi foi designado para o porta-aviões Hōshō em 10 de dezembro de 1928 como comandante da ala aérea do porta-aviões. Tornou-se diretor executivo do porta-aviões Kaga em 15 de novembro de 1932. Foi promovido a contra-almirante em 15 de novembro de 1939 e chefe do Estado-Maior da 11.ª Frota Aérea.

## Segunda Guerra Mundial
No início da Campanha do Pacífico da Segunda Guerra Mundial, Ōnishi foi o chefe da Divisão de Desenvolvimento da Aviação Naval no Ministério das Munições e foi responsável por alguns dos detalhes técnicos do ataque a Pearl Harbor em 1941 sob o comando do Almirante Isoroku Yamamoto. Ōnishi se opôs ao ataque alegando que levaria a uma guerra em grande escala com um inimigo que tinha os recursos para dominar o Japão em uma rendição incondicional. No entanto, sua 11.ª Frota Aérea teve um papel crítico nas operações de ataque às forças americanas nas Filipinas a partir de Taiwan ocupada pelos japoneses.

Almirante Takijirō Ōnishi no cockpit, usando equipamento de voo.

Em 1.º de maio de 1943, foi promovido a vice-almirante. Como almirante, Ōnishi também estava muito interessado em psicologia, particularmente em relação às reações dos soldados em circunstâncias críticas. Em 1938, publicou um livro sobre o tema: Ética de Guerra da Marinha Imperial.

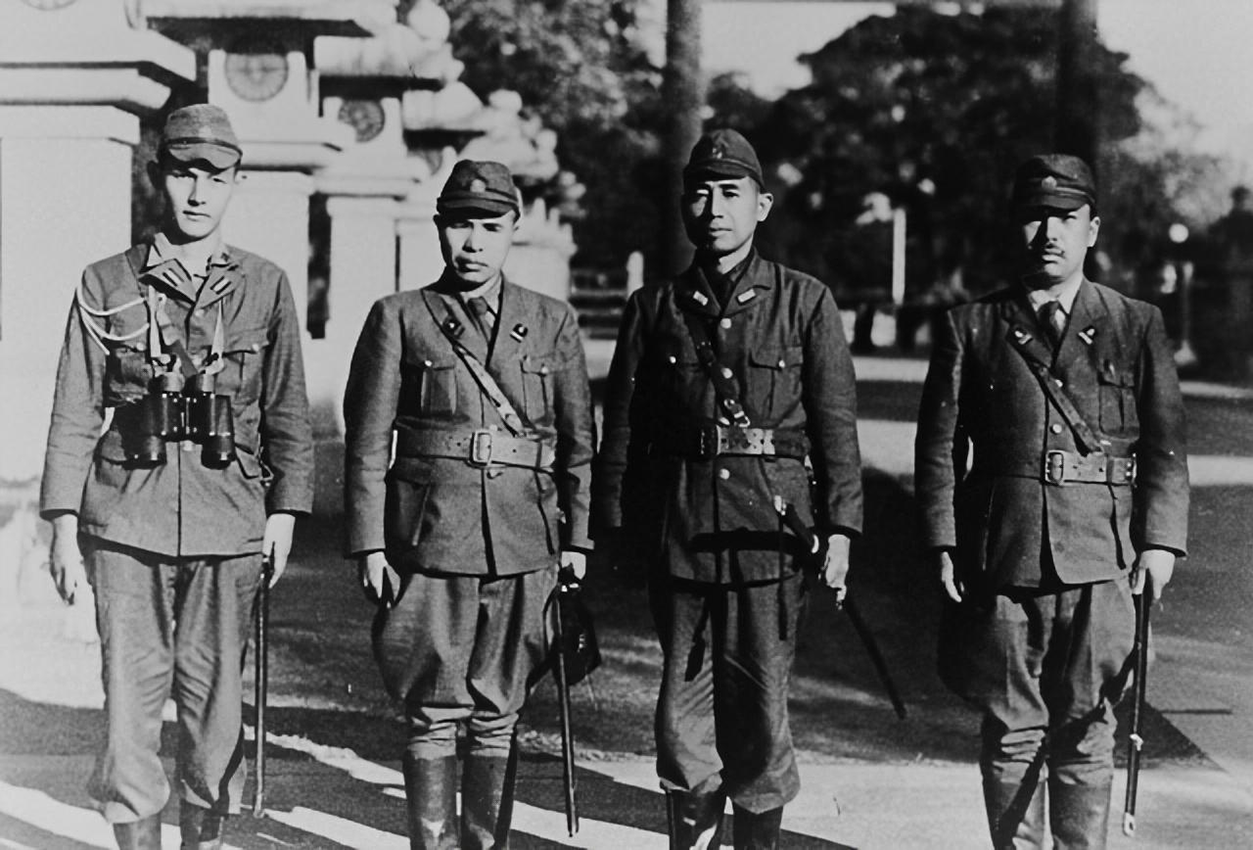
A partir da esquerda, o deputado Chikanori Moji, Yoshio Kodama e o vice-almirante Takijiro Onishi. Em fevereiro de 1945, no Santuário de Tainan, em Taiwan.

Depois de outubro de 1944, Ōnishi tornou-se o comandante da Primeira Frota Aérea no norte das Filipinas. Embora ele seja comumente creditado por ter arquitetado a tática de ataques aéreos suicidas (kamikaze) em porta-aviões aliados, o projeto é anterior ao seu mandato e foi um que ele originalmente se opôs como "heresia". Após a perda das Ilhas Marianas, e enfrentando ordens para destruir a frota de porta-aviões da Marinha dos EUA antes da Operação Sho, Onishi mudou sua posição e ordenou os ataques. Em uma reunião no Aeródromo de Mabalacat (conhecido pelos militares dos EUA como Base Aérea de Clark), perto de Manila, em 19 de outubro de 1944, Ōnishi, que estava visitando o quartel-general do 201.º Corpo Voador da Marinha, disse: "Na minha opinião, só há uma maneira de garantir que nossa escassa força será eficaz em um grau máximo. Isso é organizar unidades de ataque suicida compostas por caças A6M Zero armados com bombas de 250 quilos, com cada avião a colidir com um porta-aviões inimigo. O que você acha?".
Ele se dirigiu à primeira unidade kamikaze e anunciou que sua nobreza de espírito manteria a pátria da ruína, mesmo na derrota. Após sua convocação para Tóquio, Ōnishi tornou-se Vice-Chefe do Estado-Maior da Marinha Imperial Japonesa em 19 de maio de 1945.
Pouco antes do fim da guerra, Ōnishi pressionou para continuar a luta e disse que o sacrifício de mais 20 milhões de vidas japonesas tornaria o Japão vitorioso.

## Morte
Ōnishi cometeu suicídio ritual (seppuku) em seus aposentos em 16 de agosto de 1945 após a rendição incondicional do Japão no final da Segunda Guerra Mundial. Yoshio Kodama foi uma testemunha, mas posteriormente incapaz de se apresentar para cometer seppuku. A nota de suicídio de Ōnishi pediu desculpas aos cerca de 4 000 pilotos que ele havia enviado para a morte, e ele exortou todos os jovens civis que haviam sobrevivido à guerra a trabalhar para reconstruir o Japão e a paz entre as nações. Ele também afirmou que ofereceria sua morte como penitência aos pilotos kamikaze e suas famílias. Assim, ele não usou um kaishakunin, o segundo habitual que executa por decapitação, e assim morreu de ferimentos auto infligidos durante um período de 15 horas.

A espada com a qual Ōnishi cometeu suicídio é mantida no Museu Yūshūkan no Santuário Yasukuni, em Tóquio. As cinzas de Ōnishi foram divididas entre duas sepulturas: uma no templo zen de Sōji-ji em Tsurumi, Yokohama, e a outra no cemitério público na antiga Vila Ashida na província de Hyōgo.

### Livros
- Axell, Albert; Hideaki Kase (2002). Kamikaze: Japan's Suicide Gods. New York: Longman. ISBN 0-582-77232-X
- Evans, David (1979). Kaigun: Strategy, Tactics, and Technology in the Imperial Japanese Navy, 1887–1941. [S.l.]: US Naval Institute Press. ISBN 0-87021-192-7
- Hoyt, Edwin P. (1993). The Last Kamikaze. [S.l.]: Praeger Publishers. ISBN 0-275-94067-5
- Inoguchi, Rikihei; Nakajima, Tadashi; Pineau, Roder (2002). The Divine Wind: Japan's Kamikaze Force in World War II. [S.l.]: US Naval Institute Press. ISBN 1-55750-394-X
- Millot, Bernard (1971). DIVINE THUNDER: The life and death of the Kamikazes. [S.l.]: Macdonald. ISBN 0-356-03856-4
- Peattie, Mark R., Sunburst: The Rise of Japanese Naval Air Power 1909–1941, Annapolis, Maryland: Naval Institute Press, 2001, ISBN 1-55750-432-6
- Sheftall, M.G. (2005). Blossoms in the Wind: Human Legacies of the Kamikaze. [S.l.]: NAL Caliber. ISBN 0-451-21487-0